# Jízdní řád

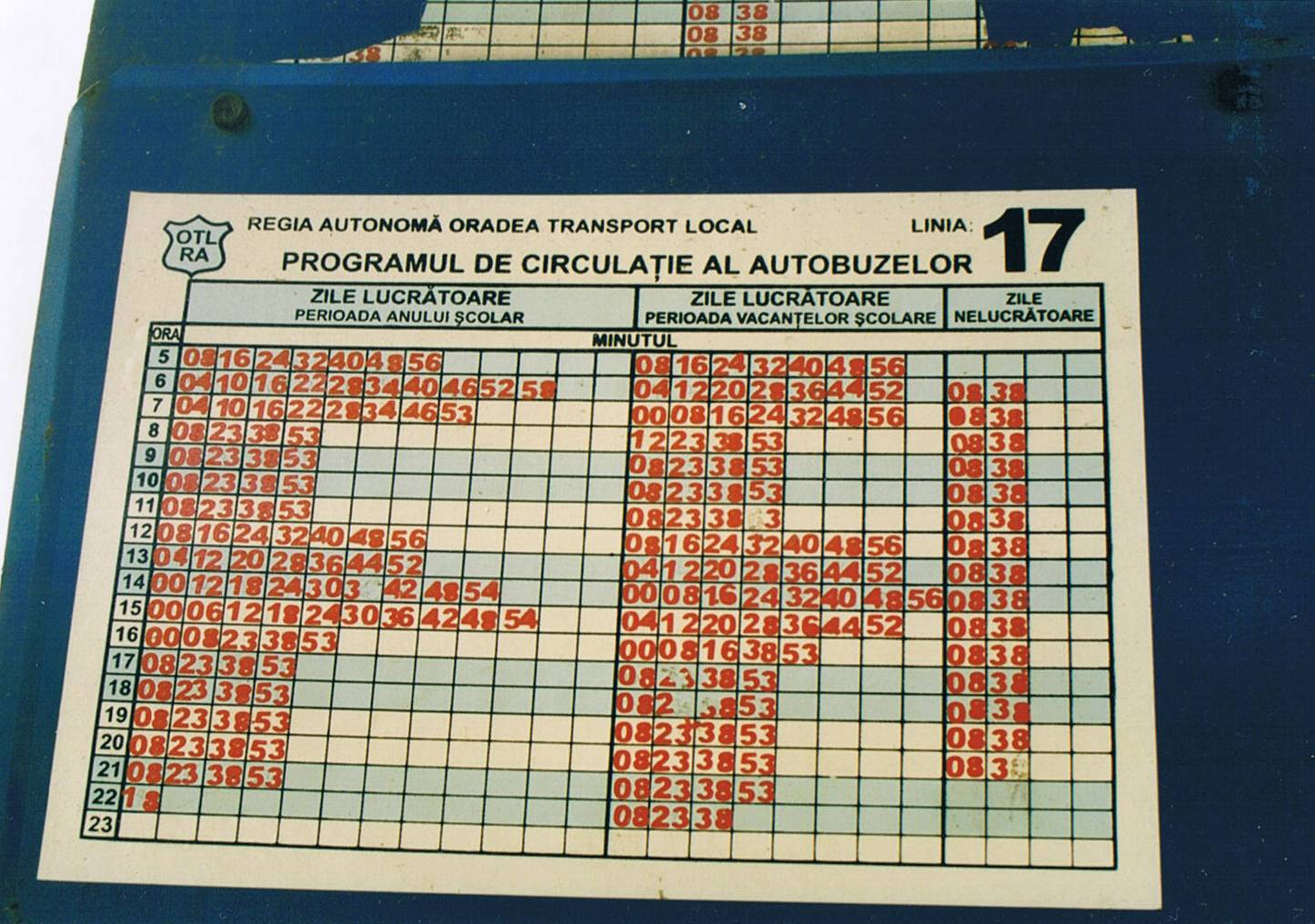
Zastávkový autobusový jízdní řád ve městě Oradea v Rumunsku, rok 2001.

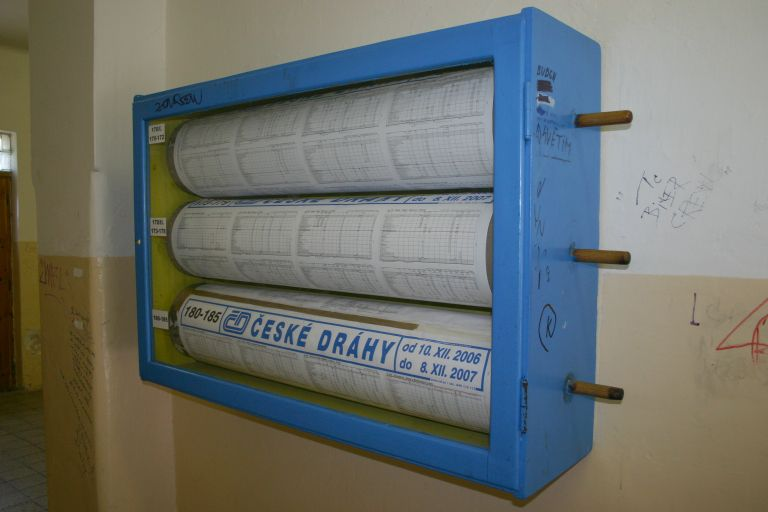
Železniční jízdní řády na nádraží v Tachově.

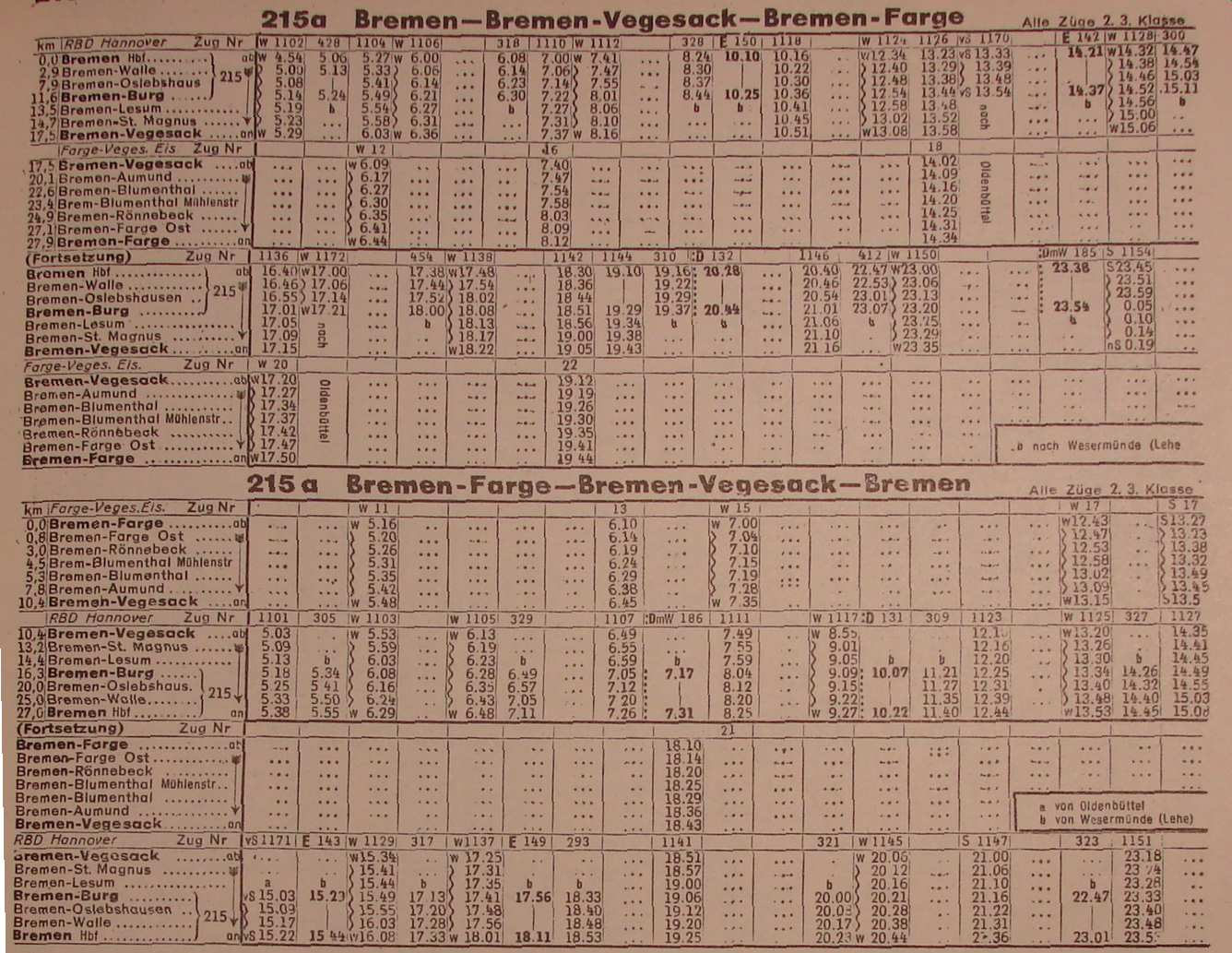
Traťový železniční jízdní řád, Německo.

Jízdní řád je dokument, který popisuje, kdy a kam jedou dopravní spoje na určité lince, trati nebo v určité dopravní síti nebo oblasti, případně i časový plán jednotlivé jízdy. V původním významu termín označuje abstraktní řád, který je možno vyjádřit různými formami zápisu, v praxi se tak označují knihy, sešity, listy nebo tabule, nebo výstupy v elektronické podobě. Formou jízdního řádu je i grafikon dopravy.

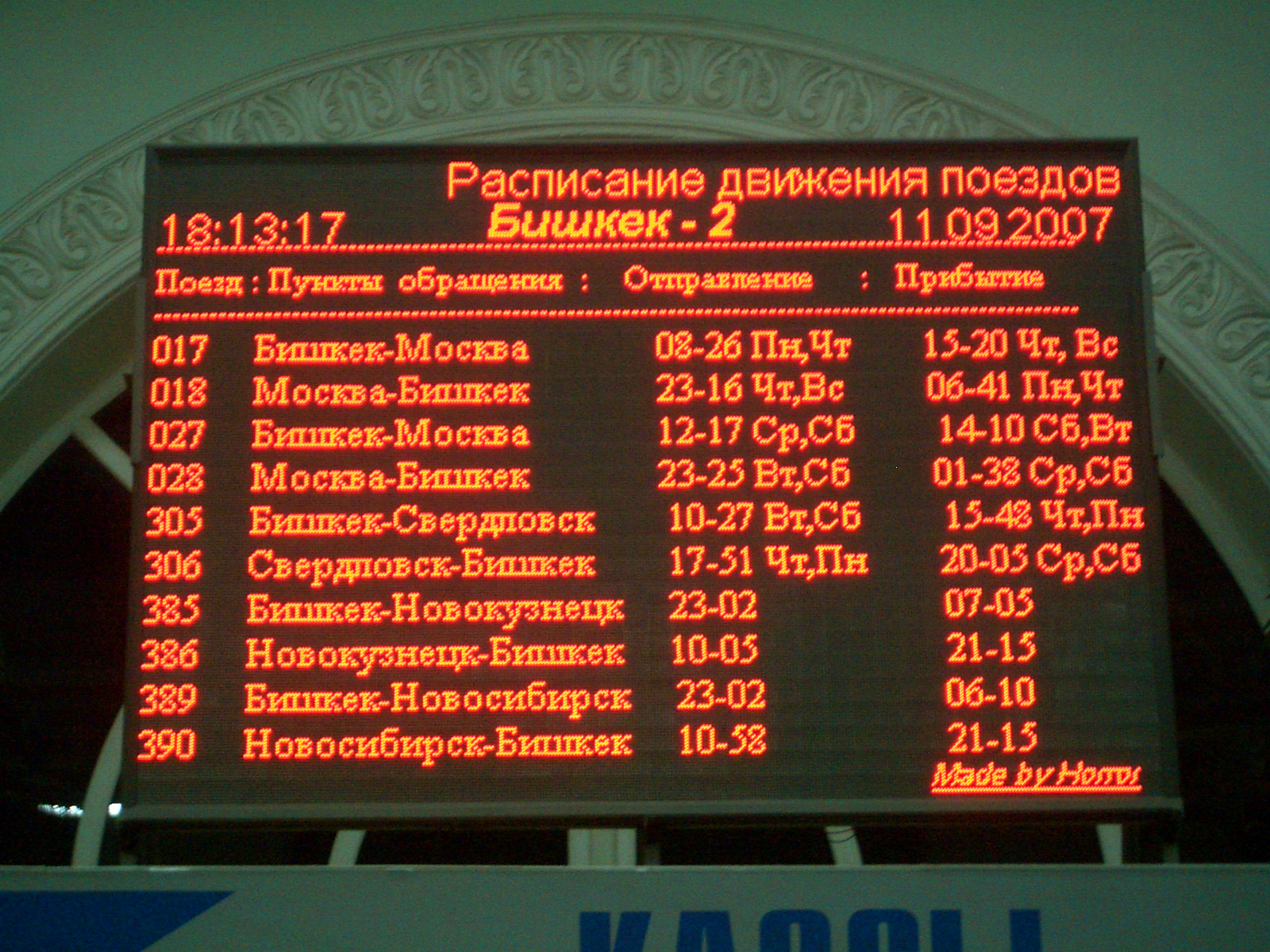
Elektronický přehled odjezdů v ruštině, Biškek, Kyrgyzstán

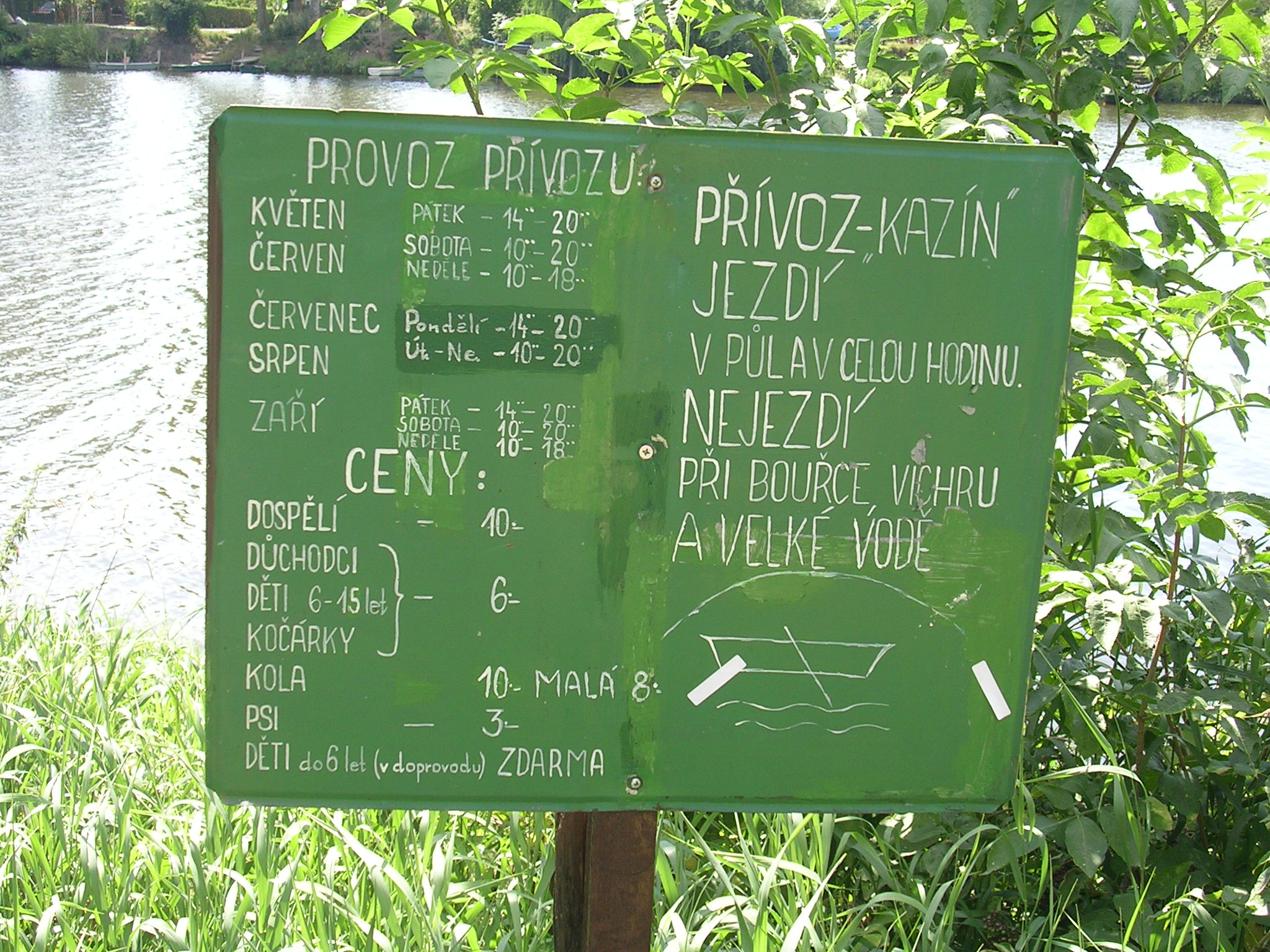
Jízdní řád přívozu Kazín na Berounce u Prahy.

## Druhy jízdních řádů
Jízdní řády se dělí na veřejné a služební. Některé druhy jízdních řádů slouží současně oběma účelům.
- Linkový jízdní řád
  - sloupcový – jízdní řád typicky používaný zejména v meziměstské autobusové dopravě. Spoj je vyznačen sloupcem časových údajů, v řádku tabulky jsou časy odjezdů (případně příjezdů) spojů v téže zastávce, v horní části sloupce spoje jsou značky vymezující, kdy spoj jede a nejede, případně značky označující druh vozidla nebo vlaku, speciální přepravní podmínky atd.
    - obousměrný – v levé části tabulky se spoje čtou shora dolů, v pravé části zdola nahoru, názvy zastávek jsou uprostřed.
    - jednosměrný – zpracovaný pro každý směr zvlášť

  - řádkový – používá se zřídka, často u neoficiálních výtisků jízdního řádu. Časové údaje spoje jsou v řádku, zastávkám přísluší sloupce časových údajů.
  - tabulkový – zjednodušená podoba sloupcového jízdního řádu, kde z časových údajů je uveden pouze počet minut, hranice hodinových pásem jsou zvýrazněny graficky (například podbarvením). Umožňuje větší zhuštění údajů. Používá se zřídka, zejména pro intervalovou městskou dopravu.
  - grafikon dopravy
- Traťový jízdní řád – používá se zejména v železniční dopravě, z hlediska provedení je obdobný linkovému jízdnímu řádu, obvykle se zpracovává pro traťový oddíl a obsahuje i spoje přejíždějící z jiných úseků (oddílů), spoje různých dopravců, rychlíkové i zastávkové, může obsahovat osobní i nákladní dopravu. Formy zpracování jsou obdobné jako u linkového jízdního řádu.
- Souhrnný jízdní řád je označení jízdního řádu v zastávkovém nebo linkovém provedení, který zahrnuje v časovém sledu spoje různých linek, různých dopravců nebo i různých druhů dopravy v jedné dopravní relaci. Souhrnné jízdní řády svazků příměstských linek jedoucích podobným směrem občas vydává například ROPID. Souhrnnými jízdní řády až na výjimky jsou traťové jízdní řády na železnici. u některých traťových jízdních řádů je v dálkovém traťovém oddílu v příměstské části uveden pouze výtah z jízdního řádu (vybrané stanice i spoje), zatímco úplný jízdní řád je vydán samostatně pod jiným číslem trati, s označením Souhrnná doprava. V současné době je potřeba souhrnných jízdních řádů o něco nižší, protože jsou rozšířené elektronické vyhledávače spojení.
- Zastávkový (staniční) jízdní řád – jako zastávkový jízdní řád může být kromě linkového nebo traťového jízdního řádu použit přehled odjezdů, příjezdů nebo příjezdů i odjezdů. Zastávkové jízdní řády městské hromadné dopravy obsahují obvykle přehled odjezdů z příslušné zastávky. Přehledy příjezdů a odjezdů bývají umisťovány i v železničních stanicích a zastávkách a na některých autobusových nádražích a stanovištích.
- Vozový (vlakový) jízdní řád – slouží jako pracovní pomůcka řidiči či strojvedoucímu, obsahuje údaje o jízdách (oběhu) konkrétního vozidla nebo vlaku. U moderněji vybavených vozidel je obsažen v palubním počítači určeném pro výdej jízdenek, hlášení zastávek a další činnosti. Vozové jízdní řády se ještě začátkem 90. let 20. století například v Dopravním podniku hlavního města Prahy používaly ručně psané (a následně kopírované) v řádkovém provedení, s nástupem výpočetní techniky a tisku se přešlo na sloupcové uspořádání.
- Oblastní jízdní řád – v knižní nebo sešitové podobě bývají vydávány jízdní řády určitého státu, městské nebo regionální dopravní sítě nebo určitého dopravce. Obvykle obsahují linkové nebo traťové jízdní řády.
- Elektronický jízdní řád – v České republice jej představuje zejména systém IDOS, který v současné době plní funkci Celostátního informačního systému o jízdních řádech na základě pověření ministerstvem. Výstupy jsou odvozeny z klasických forem jízdních řádů, navíc bývají elektronické jízdní řády často doplněny o funkci vyhledávače spojení.

## Druhy dopravy
Jízdní řády se používají zejména v drážní dopravě (osobní i nákladní železniční doprava, metro, tramvajová doprava, trolejbusová doprava) a v osobní silniční linkové dopravě (kterou představuje zejména autobusová doprava). Termín jízdní řád se v současné době běžně používá i pro vodní dopravu, třebaže nejde o jízdy, ale o plavby (termín plavební řád je však obsazen jiným významem).
Pro leteckou dopravu se v obdobném významu používá označení letový řád.

## Jízdní řády v českých právních předpisech
Jízdních řádů se týkají zejména tyto právní předpisy:
- Zákon č. 266/1994 Sb., o dráhách, v platném znění[1]
- Vyhláška č. 173/1995 Sb., kterou se vydává dopravní řád drah, v platném znění (zejména § 50–§ 58)
- Zákon č. 111/1994 Sb., o silniční dopravě, v platném znění[2]
- Vyhláška č. 49/1998 Sb., o jízdních řádech a organizaci celostátního informačního systému o jízdních řádech (platila do 9. června 2001)
- Vyhláška č. 388/2000 Sb., o jízdních řádech veřejné linkové osobní dopravy, účinná od 10. června 2001 do 31. srpna 2014, vyhláška č. 122/2014 Sb., o jízdních řádech veřejné linkové dopravy, účinná od 1. září 2014
- Vyhláška č. 175/2000 Sb., o přepravním řádu pro veřejnou drážní a silniční osobní dopravu

### Termíny změn jízdních řádů

#### Železniční doprava
Podle § 42 odst. 1 Zákona o dráhách jízdní řád dráhy celostátní a dráhy regionální a jejich změny nabývají platnosti dnem stanoveným dohodou evropských železničních správ.

#### Silniční linková doprava
Podle § 17 odst. 3 Zákona o silniční dopravě lze změny jízdních řádů veřejné vnitrostátní linkové dopravy provádět pouze v termínech zveřejněných Ministerstvem dopravy způsobem umožňujícím dálkový přístup (do 1.5.2013 se zveřejňovalo v Obchodním věstníku), toto omezení se nevztahuje na městskou autobusovou dopravu provozovanou na území města. Podle odst. 4 z důvodu veřejného zájmu, zásahu vyšší moci nebo neplánované uzavírky může dopravní úřad rozhodnout o změně jízdního řádu veřejné vnitrostátní linkové dopravy i v době jeho platnosti k jinému termínu.
Vyhláška č. 388/2000 Sb. v § 6 odst. 1 stanovila, že dopravní úřad (což jsou krajské úřady, pro městskou dopravu magistráty a městské úřady) vyhlásí informace o platnosti jízdních řádů a termínech jejich změn způsobem v místě obvyklým; vyhláška 122/2014 Sb. už vyhlašování termínů platnosti jízdních řádů neupravuje.
Autobusové jízdní řády (a jízdní řády silniční linkové dopravy vůbec) se podle § 2 odst. 3 vyhlášky 388/2000 Sb. zpracovávaly na dobu platnosti od vyhlášeného termínu začátku platnosti jízdních řádů (nebo od data zahájení provozu na lince nebo změny jízdního řádu) do vyhlášeného data konce platnosti jízdních řádů, nesměla však překročit dobu platnosti příslušné licence. Vyhláška 122/2014 Sb. už nepočítá s vyhlašováním „data konce platnosti jízdních řádů“ a tedy ani s tím, že na každý rok je vydáván nový jízdní řád, ale jako hlavní možnost uvádí vydávání jízdního řádu na celou dobu platnosti licence (jen okrajově zmiňuje v případě vnitrostátní dopravy možnost „případně do některého ze zveřejněných termínů změn jízdních řádů“) a změnu jízdního řádu váže v první řadě na změnu licence.
Obvykle bývá vyhlašován během roku jeden hlavní termín změn jízdních řádů, před polovinou prosince, a dva až tři další termíny během roku. V minulosti býval hlavní termín změn jízdních řádů kolem přelomu května a června, v roce 2001/2002 byla platnost jízdních řádů mimořádně delší (10. června 2001 až 14. prosince 2002). Termíny změn jízdních řádů silniční dopravy jsou stanovovány v návaznosti na termíny změn železničních dopravců stanovené dohodou evropských železničních správ.

### Zpracování a schvalování jízdního řádu

#### Silniční linková doprava
Zpracování jízdního řádu linkové autobusové nebo jiné silniční doprava silniční dopravy upravovala na základě zákonného zmocnění § 17 odst. 6 Zákona o silniční dopravě prováděcí vyhláška č. 388/2000 Sb. v § 2, nově vyhláška 122/2014 Sb. v § 2. Jízdní řád musí být zpracován pro každou linku, každou změnu musí dopravce zpracovat formou nového jízdního řádu.
Jízdní řád musí být v souladu s licencí a musí zajišťovat pravidelnost a bezpečnost provozu s přihlédnutím ke stavebnímu a dopravně technickému stavu komunikací, pravidlům a místním úpravám provozu, vlastnostem vozidel, provozním podmínkám, prostorovým podmínkám a časovému využití zastávek, povolené době řízení vozidla, bezpečnostním přestávkám a době odpočinku. Zatímco vyhláška 388/2000 Sb. vyžadovala, aby jízdní řád zajišťoval pravidelnost provozu, vyhláška 122/2014 Sb. vyžaduje pouze možnost dodržování časových údajů jízdního řádu.
Jízdní řád se předkládá ke schválení ve lhůtě a způsobem, které stanoví příslušný dopravní úřad tak, aby jej mohl schválit a postoupit do celostátního informačního systému o jízdních řádech nejpozději 15 dnů před začátkem jeho platnosti. Jízdní řád musí být zároveň dodán v elektronické podobě v datovém formátu a v datové struktuře, které pro Celostátní informační systém o jízdních řádech stanoví a zveřejní ministerstvo. Dopravní úřad si může vyžádat jako podklad ke schválení jízdního řádu údaje o denní době řízení a bezpečnostních přestávkách řidičů a další podklady použité pro zpracování jízdního řádu. Dopravce předkládá jízdní řád současně v elektronické podobě v datovém formátu
Schvalování jízdního řádu silniční linkové dopravy upravuje § 17 Zákona o silniční dopravě. Příslušný dopravní úřad nebo ministerstvo jízdní řád schválí, splňuje-li náležitosti stanovené právní předpisprávními předpisy.
Pro provozování náhradní autobusové dopravy (za přerušenou drážní dopravu) po dobu nepřesahující 45 kalendářních dnů po sobě jdoucích se nevyžaduje udělení licence a schválení jízdního řádu (§ 18c odst. 2 Zákona o silniční dopravě). ů 2 v odst. 6 a 7 vyhlášky 122/2014 Sb. nově zmiňuje zpracování výlukového jízdního řádu z důvodu nařízené uzavírky nebo objížďky pozemní komunikace nebo v krizové situaci nebo z důvodu dočasné změny navazující silniční nebo drážní dopravy a z hlediska trasy a zastávek nadřazuje rozhodnutí o uzavírce nebo objížďce trase a zastávkám stanoveným v licenci.
Podle § 35 odst. 1 písm. h) Zákona o silniční dopravě může dostat pokutu až do výše 100 000 Kč dopravce, který nepředloží jízdní řád ke schválení ve stanovené lhůtě nebo nedodrží určený způsob předložení jízdního řádu ke schválení. Podle § 35 odst. 2 písm. e) může dostat pokutu až do výše 500 000 Kč dopravce, který provozuje linkovou osobní dopravu bez schváleného jízdního řádu nebo opakovaně nedodržuje schválený jízdní řád.

#### Železniční doprava
Vlastník dráhy nebo Správa železniční dopravní cesty je ze zákona přídělcem kapacity dopravní cesty na celostátní nebo regionální dráze (§ 34b Zákona č. 266/1994 Sb. v platném znění). Více přídělců za stanovených okolností má pro přidělování kapacity zřídit společný orgán pro koordinaci. Přídělce (§ 34c) po projednání s provozovatelem dráhy zpracuje nejpozději 12 měsíců před platností jízdního řádu prohlášení o dráze (její charakteristiku a podmínky užívání) a zveřejní jej v Přepravním a tarifním věstníku. Potenciální dopravce může podat žádost o přidělení kapacity dopravní cesty po zveřejnění podmínek nejpozději do 8 měsíců přede dnem platnosti jízdního řádu. Kapacitu přidělí přídělce podle vyhlášených podmínek, a to na dobu platnosti jízdního řádu. Zákon upravuje prioritu uspokojování žádostí i podmínky přidělování kapacity dopravní cesty při dodatečném uvolnění nebo žádosti mimořádně podané po termínu.
Jízdního řádu železniční dopravy se týká zejména § 40 Zákona o dráhách. Jízdní řád veřejné drážní osobní dopravy na dráze celostátní a regionální zpracovává provozovatel dráhy, podle přidělené kapacity dopravní cesty žadatelům stanovením konkrétních časových tras vlaků. Jízdní řád je provozovatelem dráhy zpracováván koordinovaně s jízdním řádem v silniční dopravě. Návrh jízdního řádu musí být vypracován nejpozději 2 měsíce po termínu stanoveném k předání žádostí o přidělení kapacity dopravní cesty (tj. do 6 měsíců před počátkem jejich platnosti). Provozovatel dráhy projedná návrh jízdního řádu a návrh změny jízdního řádu s Ministerstvem dopravy, s kraji a s dopravci na dráze ve lhůtě nejméně 120 dnů před stanovenou dobou platnosti jízdního řádu, jedná-li se o nový jízdní řád, a nejméně ve lhůtě 15 dnů před stanovenou dobou platnosti, jedná-li se o změnu jízdního řádu. Podle § 51 odst. 5 písm. j) se za porušení některé z těchto povinností uloží pokuta až do 1 000 000 Kč.
Změny jízdního řádu se vypracovávají jen v provozně odůvodněných případech nebo podle odůvodněných návrhů dopravců v termínech podle harmonogramu stanoveného provozovatelem dráhy. Změny jízdního řádu postoupí provozovatel dráhy k projednání kraji nejméně 30 dnů před počátkem jejich platnosti a vydá je nejméně 15 dnů před počátkem jejich platnosti. (§ 53 Dopravního řádu drah, termíny se liší od terminů uvedených v zákoně).
Způsob zpracovávání jízdního řádu podrobněji upravuje § 50 a § 51 Dopravního řádu drah.
Uvedené lhůty podle novelizujícího zákona č. 181/2006 Sb. se poprvé uplatní až k jízdnímu řádu pro rok 2008/2009.

#### Ostatní dráhy
Na dráze tramvajové, trolejbusové, speciální a lanové předkládá dopravce podle § 41 Zákona o dráhách jízdní řád ke schválení drážnímu správnímu úřadu. Podle § 42 nabývá jízdní řád a jeho změny platnosti nejdříve 24 hodin od zveřejnění. Způsob zpracování, obsah a zveřejňování jízdního řádu a jeho změn stanoví prováděcí předpis.

### Obsah jízdního řádu

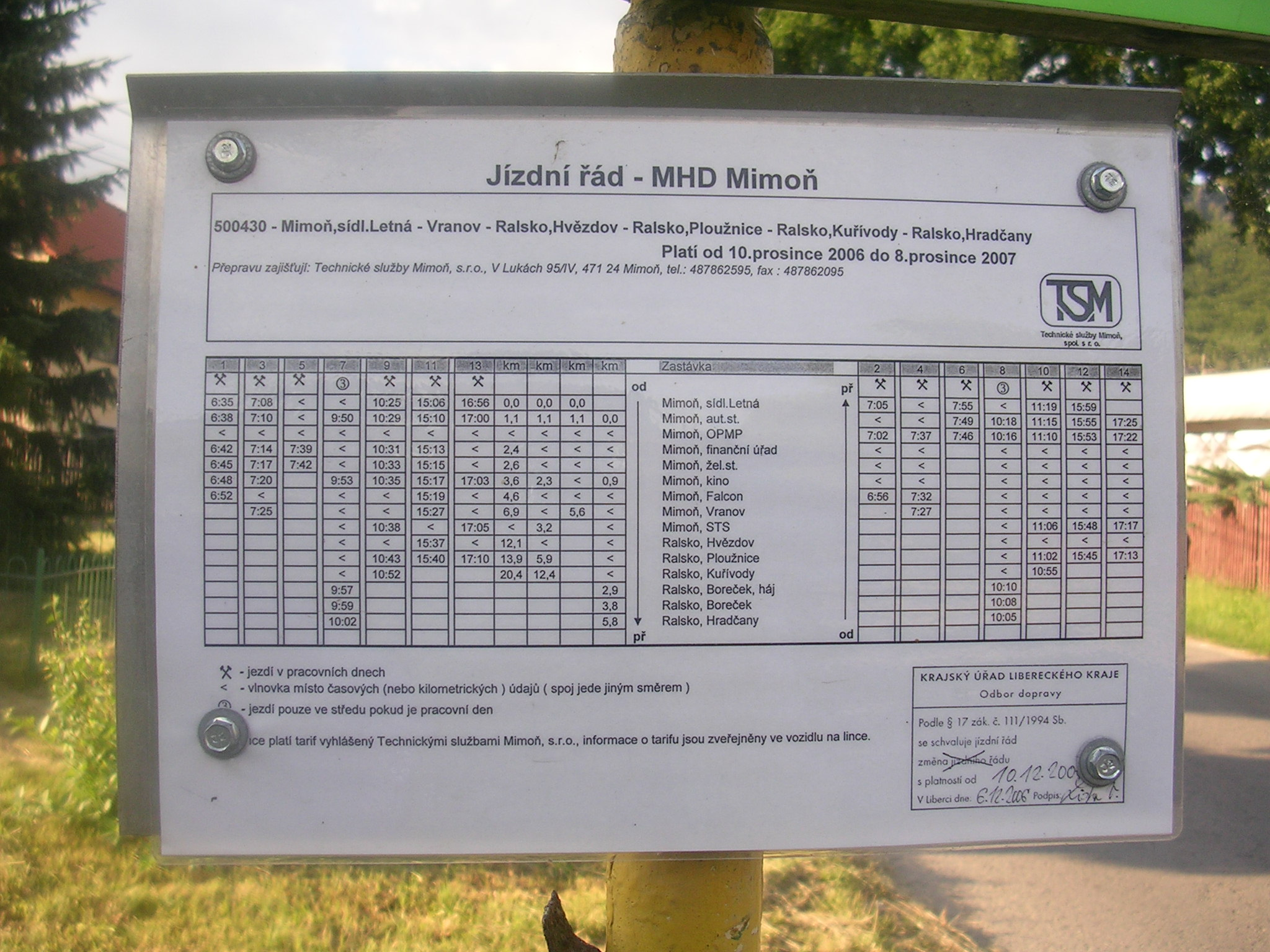
Jízdní řád autobusové linky MHD Mimoň.

#### Autobus a jiná silniční doprava, tramvaj, trolejbus, metro, lanová dráha

##### Zdroj právní úpravy
Požadavky na obsah jízdního řádu stanoví pro drážní dopravu Dopravní řád drah (DŘD) v § 57 odst. 1
Pro vnitrostátní autobusovou a jinou linkovou silniční dopravu stanovila požadavky vyhláška č. 388/2000 Sb. v § 3 odst. 1, pro městskou autobusovou dopravu v § 4 a pro mezinárodní v § 5. Pro městskou dopravu měl dopravce volbu mezi základní formou podle § 3 nebo zjednodušenou formou podle § 4. Podle novější vyhlášky 122/2014 Sb. stanovují požadavky na obsah jízdních řádů § 3 a 4, speciální požadavky týkající se mezinárodní dopravy § 5. Speciální formy jízdních řádů pro linky městské autobusové dopravy, nově rozšířené i na linky zařazené do integrovaných veřejných služeb. stanovila vyhláška 122/2014 Sb. v § 8 a omezila možnost jejich použití na vyvěšované jízdní řády, tj. požadavky na jízdní řády předkládané ke schvalování byly sjednoceny.
Přechodné ustanovení vyhlášky 122/2014 Sb. stanovilo, že platnost jízdních řádů vnitrostátní linkové dopravy schválených podle vyhlášky č. 388/2000 Sb. bez termínu konce platnosti nebo s termínem konce platnosti po 30. červnu 2015 končí 30. června 2015.

##### Uspořádání jízdního řádu
Vyhláška č. 388/2000 Sb. i 122/2014 Sb. popisuje uspořádání sloupcového jízdního řádu. V záhlaví jízdního řádu se vlevo uvádí označení linky, pod ním údaje o dopravci. Vpravo vedle označení linky se uvádí termín začátku a konce platnosti jízdního řádu. Pod záhlavím se ve sloupcích uvádějí názvy zastávek, tarifní vzdálenosti a časové údaje jednotlivých spojů s číselným označením spojů a informativními značkami. V dolní části je vysvětlen význam všech použitých značek a jsou uvedeny údaje o smluvních přepravních podmínkách, o tarifu a podobně. Jízdní řád může být zpracován jako obousměrný nebo pro každý směr jednotlivě. Obousměrný jízdní řád musí být doplněn šipkami směru podél v příslušné části podél sloupce s názvy zastávek.
Tato forma nebyla podle vyhlášky 388/2000 Sb. povinná pro silniční městskou dopravu. Vyhláška 122/2014 Sb. rozlišuje jízdní řád ke schválení, na který jsou požadavky jednotné, a jízdní řád k vyvěšení, kde jsou v městské a integrované dopravě povoleny výjimky.
Základní formou jízdní řádu silniční linkové dopravy je linkový jízdní řád, přičemž vyhláška předpokládá, že vnitrostátní linku provozuje vždy jen jeden dopravce. Pro mezinárodní linky vyhláška 122/2014 Sb. stanoví, že společný jízdní řád obsahuje stanovené údaje o všech dopravcích a je zpracován tak, aby z něj bylo zřejmé, které spoje každý z dopravců zajišťuje.
Vyhláška 122/2014 Sb. zavedla též pojem souhrnného jízdního řádu, který však není určený ke schvalování, ale jen k vývěsu či jinému zveřejnění. Vyhláška neřeší, kdo takový jízdní řád zpracovává a zveřejňuje.

##### Název linky nebo tratě
V drážní dopravě musí JŘ obsahovat označení nebo název linky nebo tratě (§ 57 odst. 1 písm. b) DŘD).
V silniční dopravě musí obsahovat označení linky, tj. šestimístné číslo linky a název linky, který se skládá z názvů obcí, kde je umístěna výchozí a cílová zastávka linky, případně další zastávky. Jestliže výchozí i cílová zastávka linky je umístěna ve stejné obci, lze použít i název částí obce nebo název výchozí a cílové zastávky linky. (§ 3 odst. 1 písm. a) a § 5 odst. 1 písm. a) podle definice v § 1 písm. d) vyhlášky 388/2000 Sb., § 3 odst. 1 písm. a) a definice v § 1 písm. d) vyhlášky 122/2014 Sb.).
Podle § 4 odst. 1 písm. a) vyhlášky 388/2000 Sb. postačilo v silniční městské dopravě uvést část čísla linky, která linku identifikuje, nebo jiné označení stanovené v rozhodnutí o udělení licence, a název městské dopravy. Vyhláška 122/2014 Sb. pro jízdní řád určený ke schvalování výjimku nepřipouští, ale ve zjednodušeném či graficky odlišném vývěsném jízdním řádu umožňuje namísto šestimístného čísla linky použít jen další označující údaj, pokud tak bylo stanoveno v rozhodnutí o udělení nebo změně licence a je-li takový údaj použit i pro označení vozidel linky,

##### Označení dopravce
V drážní dopravě JŘ má obsahovat obchodní jméno, sídlo nebo bydliště, případně symbol dopravce (§ 57 odst. 1 písm. a) DŘD).
V silniční dopravě požaduje vyhláška údaje o dopravci (obchodní jméno dopravce, jeho sídlo nebo trvalý pobyt, číslo telefonu, případně další údaje, např. číslo faxu) (§ 3 odst. 1 písm. b), § 5 odst. 1 písm. b) a § 4 odst. 1 písm. b) podle definice v § 1 písm. c) vyhlášky 388/2000 Sb.), § 3 odst. 1 písm. b) vyhlášky 122/2014 Sb. místo „obchodní jméno dopravce“ uvádí „obchodní firma nebo název nebo jméno a příjmení dopravce“, a jako příklad dalších údajů už neuvádí faxové číslo ale nově zejména elektronickou adresu nebo odkaz na internetové stránky.
Ve zjednodušeném nebo graficky odlišném vývěsném jízdním řádu pro městskou nebo integrovanou silniční dopravu mohou být podle vyhlášky 122/2014 Sb. údaje o dopravci uvedeny společně pro všechny linky, pokud je zastávka využívána pouze jedním dopravcem.

##### Platnost jízdního řádu
V jízdním řádu drážní dopravy musí být uvedena jeho časová platnost (§ 57 odst. 1 písm. e) DŘD), v silniční dopravě termín začátku a konce platnosti jízdního řádu (vyhlášky 388/2000 Sb., 122/2014 Sb.).
V silniční městské dopravě postačilo podle vyhlášky 388/2000 Sb. datum, od kterého jízdní řád platí. Vyhláška 122/2014 Sb. vyžaduje v podobě ke schvalování obě data, ale pro městskou a integrovanou dopravu se datum konce platnosti nemusí uvádět ve vývěsných jízdních řádech.
Ve zjednodušeném nebo graficky odlišném vývěsném jízdním řádu pro městskou nebo integrovanou silniční dopravu mohou být podle vyhlášky 122/2014 Sb. data o začátku a konci platnosti uvedeny společně pro všechny linky, pokud jsou pro všechny linky shodné.
Vyhláška 122/2014 Sb. zavedla povinnost označovat výlukové jízdní řády slovem „VÝLUKOVÝ“.
V drážní dopravě navíc může být uvedena platnost jízdního řádu v kalendářním týdnu (§ 57 odst. 1 písm. c) DŘD). Krom toho se ještě vyznačují časová omezení u jednotlivých spojů.

##### Názvy stanic a zastávek
Na speciální dráze musí JŘ obsahovat názvy stanic, na dráze tramvajové názvy všech zastávek jednotlivých linek (§ 57 odst. 1 písm. d) DŘD).
V silniční dopravě názvy zastávek stanovené v rozhodnutí o udělení licence, uspořádané do sloupce podle jejich pořadí na trase (§ 3 odst. 1 písm. c) a § 4 odst. 1 písm. c) vyhlášky 388/2000 Sb.). V městské silniční dopravě nemusely být podle vyhlášky 388/2000 Sb. názvy zastávek uspořádané do sloupce.
V názvu zastávky v mezinárodní silniční dopravě musí být obsažen název obce, na jejímž území se zastávka nachází (§ 5 odst. 2 vyhlášky 388/2000 Sb.). Podle vyhlášky 388/2000 Sb. v názvu zastávky nemusí být obsažen název obce, pokud jej obsahuje název městské dopravy. Vyhláška 122/2014 Sb. už pro jízdní řád určený ke schvalování takovou výjimku neobsahuje, ale stanoví, že ve vývěsném jízdním řádu linky městské autobusové dopravy provozované na území města a v souhrnném jízdním řádu linek městské a integrované dopravy je možné z názvů zastávek vypustit název obce.
Názvy zastávek se uvádějí v jazyce státu, na jehož území je zastávka povolena, u veřejné mezinárodní linkové dopravy provozované tuzemskými dopravci mohou být názvy zastávek nacházejících se na území cizího státu uváděny též v českém jazyce. V názvu zastávky musí být (v mezinárodní dopravě) obsažen název obce, na jejímž území se zastávka nachází (§ 5 odst. 2 vyhlášky 388/2000 Sb.).
Vyhláška 122/2014 Sb. nově stanovila, že ve zjednodušené podobě vývěsných jízdních řádů městské nebo integrované dopravy mohou být namísto všech názvů zastávek uvedeny jen názvy zastávek, které následují ve směru jízdy linky za zastávkou, v níž je jízdní řád vyvěšen, a ve kterých spoje linky zastavují. To souvisí s možností vyvěšení souhrnných jízdních řádů pro více linek.
Zvýraznění zastávky, v níž je jízdní řád vyvěšen, u obousměrného jízdního řádu i zvýraznění šipky směru, ukládal pro silniční dopravu § 6 odst. 3 vyhlášky 388/2000 Sb., nověji je ukládá § 7 odst. 1 vyhlášky 122/2014 Sb. V drážní dopravě požaduje zvýraznění názvu zastávky, ve které je jízdní řád umístěn, dopravní řád drah (§ 57 odst. 1 písm. d) DŘD).
V mezinárodní silniční dopravě se navíc uvedou kromě zastávek i hraniční přechody (§ 5 odst. 1 písm. c) vyhlášky 388/2000 Sb.).
Vyhláška 122/2014 Sb. nově stanovila, že součástí Celostátního informačního systému o jízdních řádech je i seznam názvů zastávek (včetně seznamu povinných oficiálních zkratek názvů) a v jízdních řádech se mohou používat pouze názvy z tohoto seznamu. V jízdním řádu je však specifikován pouze název zastávky, přiřazení konkrétní zastávky z více zastávek daného názvu ke konkrétním časovým údajům vyhláška o jízdních řádech nevyžaduje a nepředpokládá.

##### Prodej jízdenek a místenek
Podle § 7 odst. 2 vyhlášky č. 175/2000 Sb., o přepravním řádu pro veřejnou drážní a silniční osobní přepravu, dopravce v jízdním řádu zajistí označení stanic, případně linek nebo spojů, u kterých je umožněn nástup cestujících do vozidla bez jízdenky a zakoupení jízdenky bez přirážky po nástupu do vozidla.
Podle § 9 odst. 1 vyhlášky č. 175/2000 Sb. (přepravní řád) dopravce v jízdním řádu zajistí označení spojů veřejné drážní osobní dopravy na dráze celostátní a regionální a spojů veřejné silniční osobní dopravy kromě městské autobusové dopravy, do nichž si cestující může nebo musí zakoupit předem místenku, a současně zveřejní podmínky jejího prodeje.

##### Tarifní vzdálenost, pásma a zóny
V silniční dopravě musely být uvedeny tarifní vzdálenosti uvedené ve sloupcích u názvů zastávek, označené nad sloupcem zkratkou „km“ (§ 3 odst. 1 písm. d) vyhlášky 388/2000 Sb.)
Vyhláška 388/2000 Sb. umožňovala v silniční městské dopravě uvést místo tarifních vzdáleností údaje o tarifních pásmech, časové údaje o běžně dosahované jízdní době mezi zastávkami, případně jiné údaje potřebné pro určení výše jízdného (§ 4 odst. 1 písm. d) vyhlášky 388/2000 Sb.). Vyhláška 122/2014 Sb. (§ 3 odst. 1 písm. d) vyžaduje uvedení tarifních vzdáleností pro všechny formy linkové dopravy, uvedení tarifních pásem nebo tarifních zón ve sloupcích označených zkratkou „TPZ“ umožňuje navíc.
Ve zjednodušeném vývěsném jízdním řádu městské nebo integrované dopravy podle vyhlášky 122/2014 Sb. nemusí být obsaženy tarifní údaje, pokud je na lince zaveden jednotný tarif bez ohledu na projetou vzdálenost, nebo tarifní vzdálenosti, pokud je na lince zaveden pásmový či zónový tarif a tarifní pásma či zóny jsou u názvů zastávek uvedeny.
V drážní dopravě musí být v jízdním řádu časový údaj o průměrné cestovní době vlaku (spoje) mezi zastávkami, závisí-li výše jízdného na době jízdy (§ 57 odst. 1 písm. g) DŘD).

##### Časové údaje spojů
V drážní dopravě musejí být uvedeny časové údaje o jízdách jednotlivých vlaků (spojů) v hodinách a minutách na lince, uspořádané v intervalu od 0 do 24 hodin. Je-li interval mezi vlaky v určitém období 10 minut a kratší, postačí uvést v jízdním řádu dráhy tramvajové, trolejbusové a lanové časové údaje prvého spoje v daném časovém období a interval jízd následujících spojů, u jízdního řádu dráhy speciální časový údaj jízdy prvního spoje na začátku provozní doby a interval jízdy následujících spojů (§ 57 odst. 1 písm. f) DŘD).
V silniční dopravě časové údaje, které udávají časové odjezdy spojů z jednotlivých zastávek s výjimkou cílové zastávky spojů, kde udávají čas příjezdu. Pokud je v zastávce přestávka mezi příjezdem a odjezdem spoje delší než pět minut nebo je-li to účelné z hlediska přestupu na spoje jiných linek, musí být uveden čas příjezdu i čas odjezdu spoje (podle vyhlášek 388/2000 Sb. i 122/2014 Sb.).
V případě, že spoj zastávkou projíždí bez zastavení nebo jede po jiné trase, použije se místo časových údajů příslušná informativní značka uvedená v příloze.
Časové údaje se stanoví ve 24hodinové časomíře v hodinách a minutách (vyhlášky 388/2000 Sb. i 122/2014 Sb.) U jízdních řádů mezinárodních linek se časové údaje uvádějí v místním čase platném v době odjezdu v místě zastávky, k níž se vztahují, přičemž z časových údajů musí být zřejmé, v jakém časovém pásmu jsou uvedeny.
Jízdní řád musí obsahovat časové úpravy spojů při zavedení a ukončení letního času, pokud se spojů změna dotýká.
Spoje musí být řazeny podle časové posloupnosti odjezdů spojů z první společné zastávky (§ 3 odst. 1 písm. e) a § 5 odst. 1 písm. d) vyhlášky 388/2000 Sb., § 3 odst. 1 písm. e) a f) a odst. 2 vyhlášky 122/2014 Sb.).
Pokud jízdní řád obsahuje spoj na objednání nebo podmínečně provozovaný spoj, který může být veden v odlišných trasách nebo jen v části trasy, uvádí se časový údaj odjezdu pro nejkratší možnou jízdu a časový údaj příjezdu pro nejdelší možnou jízdu. U časového údaje odjezdu spoje, který může být ovlivněn předcházející jízdou v odlišné trase, se uvede v závorce nejdelší čas v minutách, o který může být tento údaj posunut. Možnost uvádět podmínečně provozované spoje zavedla vyhláška 122/2014 Sb.
Pro silniční městskou dopravu umožňovala vyhláška 388/2000 Sb. uvést jen první časový údaj odjezdu v první hodině nebo v každé hodině uceleného časového období a vyznačit opakující se interval s nejvýše dvouminutovým rozmezím, je-li interval odjezdů nebo horní hranice jeho rozmezí v ucelených časových obdobích kratší než deset minut. Vyhláška 122/2014 Sb. již toto zjednodušení u linkové formy jízdního řádu nepřipouští a vyhrazuje jej pro zastávkovou formu.

##### Zastávková vývěsná forma
Ačkoliv vyhláška 388/2000 Sb. obsahovala zvláštní § 4 o obsahu jízdních řádů městské autobusové dopravy, neumožňovala nahradit v zastávce linkový jízdní řád řádem zastávkovým, obsahujícím časy odjezdů jen z dané zastávky. To napravila vyhláška 122/2014 Sb. která pro městskou a integrovanou dopravu (včetně souhrnných jízdních řádů) umožnila namísto všech časových údajů mohou uvést jen časy odjezdů spojů ze zastávky, na jejímž označníku je jízdní řád vyvěšen.
V takovém případě musí jízdní řád obsahovat i údaje o jízdní době mezi zastávkami.
Jsou-li časy odjezdů umístěny v jednom řádku nebo sloupci pro každou hodinu, je možné údaj o hodině uvést pouze v prvním sloupci nebo řádku a časy odjezdů uvádět pouze minutami příslušné hodiny.
Takový jízdní řád je možné rozdělit do samostatných chronologicky řazených skupin podle jejich společného časového rozsahu provozu, zejména pracovní dny, soboty, neděle a státem uznané svátky.
Pokud nejsou všechny spoje linky vedeny po stejné trase nebo jimi nejsou obsluhovány všechny zastávky, je tato skutečnost uvedena vhodným způsobem u času odjezdu.
Je-li interval odjezdů nebo horní hranice jeho rozmezí v ucelených časových obdobích kratší nebo roven 10 minutám, je možno uvést jen první čas odjezdu v každé hodině a vyznačit opakující se interval s nejvýše dvouminutovým rozmezím.

##### Rozsah provozu spojů
V silniční dopravě musí být uveden časový rozsah provozu pro spoje, které nejedou denně, vyjádřený použitím značek a jejich povolenými kombinacemi uvedenými v příloze v bodu 1 (§ 3 odst. 1 písm. g), § 5 odst. 1 písm. e) a § 4 odst. 1 písm. f) vyhlášky 388/2000 Sb., § 3 odst. 1 písm. g) vyhlášky 122/2014 Sb.).
Značky pro časový rozsah provozu v silniční dopravě se umísťují nad časové údaje spoje, platí pro celý spoj a vztahují se k jeho výchozí zastávce. (Pokud se v některý den trasa nebo časové údaje liší, musí být tyto varianty uvedeny jako různé spoje s různým časovým rozsahem provozu.)
Vyhlášky 388/2000 Sb. a 122/2014 Sb. stanoví značky pro jednotlivé kalendářní dny v týdnu (1 až 7) tvořené číslicí v kroužku, zkřížená kladívka pro spoje provozované v pracovních dnech a křesťanský křížek pro spoje provozované v neděli a státem uznané svátky. Značky je možné kombinovat, avšak značka pro pracovní dny nesmí být kombinována se značkami pro pondělí až pátek a značka pro neděli a státem uznané svátky nesmí být kombinována se značkou pro neděli. Speciální značka pro nepracovní dny neexistuje.
Dále je možné použít značky pro vyjádření časového rozsahu provozu spojů v konkrétních datově určených dnech nebo v určitých intervalech dnů nebo jejich kombinacích. Pro tento účel se používá tzv. „negativní značka“, kterou tvoří jedno dvoumístné číslo bílé barvy umístěné v obdélníku s černou výplní z intervalu od 10 do 99. Negativní značku je možné kombinovat se značkami pro dny v týdnu či se značkou pro neděli a svátek. Přípustná jsou omezení:
- jede také…
- jede jen…
- jede od… do…
- nejede…
- nejede od… do…
- jede jen v sudých týdnech / jede jen v lichých týdnech (od… do…), přičemž způsob číslování sudých a lichých týdnů se stanoví podle ČSN EN 28601

Pro označení měsíců se mají použít arabské číslice. Vyhláška 388/2000 Sb. uváděla příklady dat bez údaje o roku, vyhláška 122/2014 Sb. ukládá pro označení roků použít poslední dvojčíslí letopočtu. Vyhláška 388/2000 Sb. ve vzoru dat kladla za tečky v datu mezery, vzor ve vyhlášce 122/2014 Sb. za tečkami v datu mezery vynechává. Počet dnů (například 25.12.14 nebo 28.10.14, 25.12.14, 1.1.15) ani počet intervalů (např. od 1.7.14 do 31.8.14, 28.10.14, od 23.12.14 do 2.1.15) u jednotlivých značek není omezen.

##### Číslování spojů
V silniční linkové dopravě musí být uvedeno číselné označení spojů. Pro směr jízdy z výchozí zastávky linky do cílové zastávky linky se použijí lichá čísla a pro opačný směr se použijí sudá čísla (§ 3 odst. 1 písm. f) vyhlášky 388/2000 Sb.). V silniční městské ani mezinárodní dopravě vyhláška 388/2000 Sb. číslování spojů nevyžadovala.
Vyhláška 122/2014 Sb. v jízdních řádech určených ke schválení čísla spojů vyžaduje, avšak ve zjednodušeném vývěsném jízdním řádu pro městskou nebo integrovanou dopravu, pokud jsou uvedeny časy odjezdů spojů jen ze zastávky, na jejímž označníku je jízdní řád vyvěšen, nemusejí být čísla spojů uvedena.

##### Přípoje
Vyhláška 122/2014 Sb. umožnila uvádět ve vyvěšeném jízdním řádu navíc ve sloupcích časových údajů jízdy spojů časové údaje přípojů – spojů jiných navazujících linek veřejné linkové dopravy nebo drážní nebo vodní dopravy, a to odlišným stylem písma.
Touto možností byla rozšířena stávající možnost odkázat trojúhelníkovou značkou na poznámku o navazujících spojích.

##### Označení přístupnosti
V drážní dopravě musí JŘ obsahovat označení všech zastávek na lince bezbariérově přístupných osobám s omezenou schopností pohybu a orientace mezinárodním symbolem přístupnosti (§ 57 odst. 1 písm. d) DŘD). Rovněž v silniční dopravě mají být názvy zastávek doplněny údaji například o bezbariérové přístupnosti (§ 3 odst. 1 písm. c) a § 4 odst. 1 písm. c) vyhlášky 388/2000 Sb.).
U spoje bezbariérově přístupného cestujícím s omezenou schopností pohybu a orientace na dráze tramvajové a trolejbusové musí být časový údaj doplněn mezinárodním symbolem přístupnosti a musí být konkrétně uveden i v případě, že jinak je uveden pouze interval mezi spoji (§ 57 odst. 1 písm. f) DŘD). Rovněž v autobusové dopravě se označují bezbariérově přístupné spoje (§ 3 odst. 1 písm. j) a § 5 odst. 1 písm. h) vyhlášky 388/2000 Sb.).

##### Omezené nebo zvláštní užívání spojů a zastávek
U názvu zastávky nebo u časového údaje spoje silniční dopravy může být uvedena značka omezeného nebo zvláštního využívání. Tento termín zavedla vyhláška 122/2014 Sb., předchozí vyhláška je zahrnovala pod „značky informativní“.
- R ve čtvercovém rámci nad sloupcem spoje – spoj je možné použít jen s místenkou
- symbol telefonu – spoj jede jen na objednání, spoj zastávku obsluhuje jen na objednání (zavedeno vyhláškou 122/2014 Sb.; nelze použít u názvu zastávky, ale jen pro spoj nebo časový údaj spoje)
- bílý vykřičník v černém kruhu – spoj jede jen podmínečně, spoj zastávku obsluhuje jen podmínečně (zavedeno vyhláškou 122/2014 Sb.; nelze použít u názvu zastávky, ale jen pro spoj nebo časový údaj spoje)
- svislá čára místo časového údaje – spoj zastávku projíždí
- svislá vlnovka místo časového údaje a místo tarifních údajů – spoj jede po jiné trase
- černý levý půlkruh – spoj zastavuje jen pro vystupování, zastávka jen pro výstup (vyhláška 122/2014 Sb. nově zavedla možnost použít značku i před názvem zastávky, nejen u časového údaje spoje)
- černý pravá půlkruh – spoj zastavuje jen pro nastupování, zastávka jen pro nástup (vyhláška 122/2014 Sb. nově zavedla možnost použít značku i před názvem zastávky, nejen u časového údaje spoje)
- §, §1, §2, §3 - v označených zastávkách není povolen nástup cestujících za účelem přepravy do ostatních shodně označených zastávek spoje (vyhláška 122/2014 Sb. nově zavedla možnost použít značku i u názvu zastávky, nejen u časového údaje spoje, a zavedla indexované varianty značky)
- × - spoj zastavuje jen na znamení nebo požádání, zastávka jen na znamení nebo požádání (vyhláška 122/2014 Sb. nově zavedla možnost použít značku nejen před názvem zastávky, ale i u časového údaje spoje)
- CLO (za názvem hraničního přechodu) – na hraničním přechodu není zřízena zastávka pro výstup a nástup cestujících

##### Rozšířené přepravní možnosti a další služby
Vyhláška 122/2014 Sb. vyčlenila do samostatné části seznamu značky pro případné rozšířené přepravních možnosti a další služby.
- trojúhelník na podstavě, s bílým vnitřkem - spoj čeká na přípoje (podle vyhlášky 388/2000 Sb. se značka uváděla nad sloupcem spoje, podle vyhlášky 122/2014 Sb. před časovým údajem spoje, v dolní části jízdního řádu se uvádí text: „Spoj … vyčká (v zastávce …) na příjezd spoje … linky … nejvýše … minut“)
- plný trojúhelník na podstavě - návaznost na spoje jiné linky nebo jiného dopravního prostředku (podle vyhlášky 388/2000 Sb. se značka uváděla nad sloupcem spoje, podle vyhlášky 122/2014 Sb. před časovým údajem spoje, v dolní části jízdního řádu se uvádí text: „Na spoj … navazuje (v zastávce …) spoj … linky … nejvýše … minut“)
- p nad časovými údaji spoje - odkaz na textovou poznámku (zavedeno vyhláškou 122/2014 Sb., předtím bylo obsaženo v metodickém pokynu ministerstva, ale ne ve vyhlášce)
- R (nad sloupcem spoje) - místenku je možné zakoupit
- symbol jízdního kola – spoj přepravuje jízdní kola. Podle vyhlášky 388/2000 Sb. se značka umisťovala do dolní části jízdního řádu spolu s číslem spoje, podle vyhlášky 122/2014 Sb. se umisťuje nad časové údaje spoje.
- symbol kufru - spoj přepravuje cestovní zavazadla. Podle vyhlášky 388/2000 Sb. se značka umisťovala do dolní části jízdního řádu spolu s číslem spoje, podle vyhlášky 122/2014 Sb. se umisťuje nad časové údaje spoje.
- symbol zkřížených příborů – spoj s možností občerstvení (podle vyhlášky 388/2000 Sb. se značka umisťovala do dolní části jízdního řádu spolu s číslem spoje, podle vyhlášky 122/2014 Sb. se umisťuje nad časové údaje spoje), občerstvení nebo restaurace v objektu zastávky (vyhláška 388/2000 Sb. používala rovnoběžně položené příbory, značky byly sjednoceny vyhláškou 122/2014 Sb.).
- symbol vozíčkáře s průvodcem, nad údaji spoje - spoj s částečně bezbariérově přístupným vozidlem, nutná dopomoc průvodce (podoba značky vyhláškou 122/2014 Sb. změněna z negativní na pozitivní)
- symbol vozíčkáře - spoj s bezbariérově přístupným vozidlem (podle vyhlášky 388/2000 Sb. se značka umisťovala do dolní části jízdního řádu spolu s číslem spoje, podle vyhlášky 122/2014 Sb. se umisťuje nad časové údaje spoje), bezbariérově přístupná zastávka
- symbol vozíčkáře pod zastřešením za názvem zastávky - určený terminál s poskytováním pomoci osobám se zdravotním postižením a osobám se sníženou pohyblivostí (zavedeno vyhláškou 122/2014 Sb.).
- symbol nevidomého za názvem zastávky - zastávka upravená pro osoby s těžkým zrakovým postižením (podoba značky vyhláškou 122/2014 Sb. změněna z negativní na pozitivní)
- WC za názvem zastávky - veřejné WC v objektu zastávky
- WC se symbolem vozíčkáře za názvem zastávky - veřejné WC s bezbariérovým přístupem v objektu zastávky
- symbol autobusu za názvem zastávky - zastávka s možností přestupu na linkovou dopravu (zavedena vyhláškou 122/2014 Sb.)
- symbol parní lokomotivy za názvem zastávky - zastávka s možností přestupu na železniční dopravu
- MHD za názvem zastávky – zastávka s možností přestupu na městskou hromadnou dopravu
- symbol metra za názvem zastávky - zastávka s možností přestupu na metro (zavedena vyhláškou 122/2014 Sb.)
- symbol lodě za názvem zastávky - zastávka u přístaviště osobní lodní dopravy (zavedena vyhláškou 122/2014 Sb.)
- symbol letadla na názvem zastávky - zastávka u veřejného letiště (zavedena vyhláškou 122/2014 Sb.)
- P+R (negativní) na názvem zastávky - zastávka u parkoviště systému „Park and ride“

Vyhláška 388/2000 Sb. obsahovala ještě značky
- IDS (v dolní části jízdního řádu s číslem spoje) - spoj je v systému integrované dopravy
- S (negativní v kroužku, v dolní části jízdního řádu s číslem spoje) - spoj se samoobslužným způsobem odbavování cestujících

##### Přepravní podmínky a tarif
Podle § 4 odst. 4 vyhlášky 122/2014 Sb. jsou v dolní části jízdního řádu v textové podobě uvedeny informace o
- prodeji místenek,
- spojích na objednání a podmínečně provozovaných spojích
- podmínkách přepravy jízdních kol a cestovních zavazadel

Dále zde mohou podle téhož odstavce vyhlášky být uvedeny další údaje potřebné pro informování cestujících, zejména o
- dopadech vedení spojů na objednání a podmínečně provozovaných spojů v odlišných trasách na obsažené časové údaje,
- dopadech vyčkávání spojů na přípoje na obsažené časové údaje,
- smluvních přepravních podmínkách,
- způsobu odbavování cestujících,
- tarifu.

Přepravní řád (vyhl. 175/2000 Sb.) v § 49 odst. 1 upravuje rozsah zveřejňování smluvních přepravních podmínek v jízdních řádech.
V silniční dopravě musí být v jízdním řádu uvedeny údaje o smluvních přepravních podmínkách a o tarifu (§ 3 odst. 1 písm. i) a § 5 odst. 1 písm. g) vyhlášky 388/2000 Sb.)
V silniční městské dopravě musí být uveden údaj o zavedení zvláštního způsobu provozu na lince (§ 4 odst. 1 písm. g) vyhlášky 388/2000 Sb.)
V silniční i drážní dopravě dopravce zajistí v jízdním řádu zveřejnění stanoveného rozsahu přepravy cestovních zavazadel. Neuskutečňuje-li dopravce přepravu cestovních zavazadel všemi spoji jedoucími podle jízdního řádu, označí v jízdním řádu spoje, kterými se cestovní zavazadla přepravují. Cestovní zavazadlo se nepřepravuje v městské hromadné dopravě a na dráze lanové. (§ 22 vyhlášky č. 175/2000 Sb., přepravní řád)

##### Značky a zkratky
Značky nebo použité zkratky musí být v jízdním řádu drážní dopravy srozumitelně vysvětleny (§ 57 odst. 4 DŘD).
V silniční dopravě podle § 3 odst. 2 a § 4 odst. 2 vyhlášky 388/2000 Sb. je možné další údaje vyznačit informativními značkami uvedenými v příloze vyhlášky nebo dalšími značkami nebo formou textu v dolní části jízdního řádu. Vzhled a význam značek uvedených v příloze vyhlášky se nesmí pozměňovat. V jízdním řádu mezinárodní silniční linkové dopravy není závazné používat informativní značky podle přílohy vyhlášky. Vysvětlivky u mezinárodní linky se podle vyhlášky 122/2014 Sb. uvádějí v českém nebo slovenském jazyce (vyhláška 388/2000 Sb. slovenštinu jako jazyk rovnocenný češtině nezmiňovala) a v jazyce cizího státu, na jehož území jsou umístěny zastávky pro nástup a výstup cestujících, případně v anglickém nebo německém jazyce.
Ve zjednodušeném nebo graficky odlišném vývěsném jízdním řádu pro městskou nebo integrovanou silniční dopravu mohou být podle vyhlášky 122/2014 Sb. další informace o omezeném nebo zvláštním využívání spojů a zastávek nebo o rozšířených přepravních možnostech a dalších službách vyjádřeny rovněž grafickými značkami, které však nesmějí být zaměnitelné se značkami obsaženými v příloze k vyhlášce.
Ve zjednodušeném nebo graficky odlišném vývěsném jízdním řádu pro městskou nebo integrovanou silniční dopravu mohou být podle vyhlášky 122/2014 Sb. vysvětlivky uvedeny společně pro všechny linky.

#### Železniční jízdní řád
Požadavky na obsah železničního jízdního řádu (pro dráhy celostátní a regionální) obsahuje § 55 Dopravního řádu drah, odst. 1 a 2. Tratě se označují číslem, vlaky druhem vlaku, číslem a symbolem dopravce, údajem o vozové třídě, výchozí a cílové stanici vlaku a přímých vozech v jiných relacích, o bezbariérové přístupnosti, poskytovaných přepravních službách, tarifních kilometrech, zastavování na znamení nebo jiných omezeních atd.
§ 55 odst. 3 stanoví obsah seznamu „Příjezdy a odjezdy vlaků“. Časové údaje se rozdělují podle směrů.

#### Železniční jízdní řád strojvedoucího
Podle § 35 odst. 2 Dopravního řádu drah musí jízdní řád, jímž je vybavena osoba řídící celostátní nebo regionální dráze nebo vlečce drážní vozidlo, které jede jako vlak, obsahovat:
a) označení vlaku, seznam názvů dopraven s kolejištěm, popřípadě zastávek, čas odjezdu, příjezdu nebo průjezdu vlaku ve všech dopravnách s kolejištěm, čas příjezdu vlaku na zastávku a čas odjezdu vlaku ze zastávky, pokud vlak na zastávce zastavuje; čas se uvádí v hodinách, minutách, popřípadě i v sekundách v intervalu od 0 do 24 hodin,
b) dobu jízdy vlaku mezi jednotlivými dopravnami s kolejištěm a mezi dalšími místy pravidelného zastavování vlaku,
c) dobu pobytu vlaku v dopravně nebo na zastávce,
d) stanovenou rychlost vlaku,
e) předepsaný způsob brzdění vlaku a podmínky pro spolehlivé zastavení vlaku na zábrzdnou vzdálenost (viz též § 37 odst. 5),
f) časové omezení vedení vlaku,
g) důležité dopravní pokyny pro řízení vlaku.

#### Železniční knižní jízdní řád
§ 55 Dopravního řádu drah stanoví obsah knižního vydání jízdního řádu dráhy. Musí kromě traťových jízdních řádu obsahovat návod, přehledné znázornění železniční sítě, abecední seznam železničních stanic, přehled řazení vozidel v expresních vlacích a rychlících, údaje o dopravcích včetně smluvních přepravních podmínek a tarifů, údaje o službách souvisejících s přepravou, časový harmonogram zpracování připomínek k jízdnímu řádu a termíny jejich změn.

### Zveřejňování a umisťování jízdního řádu

#### Historie
Souborné knižní či sešitové jízdní řády vycházely již na přelomu 19. a 20. století.
V období před první světovou válkou vydávalo příslušné vídeňské ministerstvo několikrát ročně knižní jízdní řád „Österreichisches Kursbuch“ železniční, poštovní i paroplavební dopravy v celé monarchii (doloženo např. léto 1912). Na tuto praxi navázala i první československá republika, v níž příslušné československé ministerstvo či ministerstva vydávaly souborný jízdní řád železniční, poštovní i paroplavební (později obecně lodní a navíc i letecké) dopravy. Například letní jízdní řád v roce 1921 nebo 1925 měly na obálce uvedeno: „vychází čtyřikrát ročně“, později vycházel pravděpodobně dvakrát ročně (letní a zimní). Kromě úředního jízdního řádu vycházel dlouhodobě Vilímkův jízdní řád od nakladatelství Josef R. Vilímek, doložený například v roce 1900 i 1945. Kolem roku 1948 začaly oficiální železniční knižní jízdní řády vydávat ČSD. Ještě v roce 1956/1957 vycházel zvlášť letní a zimní jízdní řád, přičemž letní platil zhruba od června do září včetně. V roce 1958/1959 již vycházel celoroční jízdní řád ČSD, přičemž po mnoho let změna probíhala kolem přelomu května a června.
Zhruba od 50. let 20. století vydávala ČSAD krajská vydání autobusových jízdních řádů, mezinárodní a dálkové linky byly obsaženy též ve zvláštním svazku. Po liberalizaci a privatizaci autobusové dopravy po roce 1994 se nějakou dobu na vydávání podílela společnost ČSAD SVT Praha, v některých letech však některé krajské knižní jízdní řády vůbec nevyšly, oblastní jízdní řády někde vydávali regionální dopravci, případně vydání zaštítily územněsprávní celky, organizátoři integrovaných dopravních systémů atd. Jízdní řády veřejné hromadné dopravy pro Prahu a pro Středočeský kraj jsou zhruba po roce 2000 vydávány ve spolupráci organizace ROPID, ČSAD SVT Praha, firmy CHAPS, Středočeského kraje, města Prahy a dopravců.
S rozvojem internetu, elektronických jízdních řádů a elektronicky dostupných výstupů z Celostátního informačního systému o jízdních řádech významně poklesl význam tištěných knižních jízdních řádů.

#### Silniční doprava
Zákon o silniční dopravě (č. 111/1994 Sb. v platném znění) v § 18 písm. b) a f) stanoví, že dopravce ve veřejné linkové dopravě je povinen vydat a uveřejnit jízdní řád a jeho změny a vyvěsit jízdní řád na označníku zastávky. Tentýž zákon v § 17 odst. 6 stanoví, že způsob vyhlašování jízdního řádu a jeho změn stanoví prováděcí předpis. Vyhláška č. 388/2000 Sb. v § 6 a následně vyhláška 122/2014 Sb. v § 7 a 8 stanoví způsob vyhlašování a vyvěšování jízdního řádu.
Dopravce v silniční dopravě (kromě městské dopravy) musel podle vyhlášky 388/2000 Sb. uveřejňovat schválený jízdní řád jeho vyvěšením v každém autobusu linky nebo jeho předložením řidičem autobusu na požádání cestujícího. Tato povinnost do nové vyhlášky 122/2014 Sb. již nebyla zahrnuta.
Silniční dopravce musí podle vyhlášky 388/2000 Sb. musel uveřejnit schválený jízdní řád vyvěšením na označníku zastávky po celou dobu jeho platnosti tak, aby byl čitelný za běžných světelných podmínek. Neplatný jízdní řád dopravce odstraní z označníku zastávky nejpozději v den následující po skončení jeho platnosti. Vyhláška 122/2014 Sb. rovněž stanoví, že jízdní řád má být vyvěšen v té podobě, v jaké byl schválen, ale navíc mohou být uvedeny ve sloupcích časových údajů i údaje o přípojích a pro linky městské autobusové dopravy a linky zařazené do integrovaných veřejných služeb vyhláška připouští nahrazení zjednodušenou nebo graficky odlišnou podobou, kterou pak vyhláška dále specifikuje. Ve vyvěšeném jízdním řádu musí být zvýrazněn název zastávky, v níž je jízdní řád vyvěšen, a v případě obousměrného jízdního řádu musí být zvýrazněn i směr.
Zákon 111/1994 Sb. z této povinnosti vyjímá výstupní zastávky linek městské autobusové dopravy.
Vyhláška 122/2014 Sb. nově stanovila, že v případech, kdy je to účelné z hlediska informování cestujících, může být vyvěšen souhrnný jízdní řád, který obsahuje údaje o více linkách stejného nebo různých dopravců. Takový jízdní řád obsahuje všechny údaje schválených jízdních řádů obsažených linek. Jedná-li se o souhrnný jízdní řád linek provozovaných různými dopravci, musí z něho být patrné, které spoje každý z dopravců zabezpečuje. Vyhláška se však nezabývá tím, kdo tento jízdní řád zpracovává a vyvěšuje ani zda tím lze nahradit zveřejnění jízdních řádů jednotlivých linek.
U linky, která je provozována pouze v určitém období roku, může být v době, kdy není v provozu, vyvěšeno na označníku zastávky namísto schváleného jízdního řádu upozornění obsahující označení linky a termín zahájení jejího provozu. Toto ustanovení zavedla nově vyhláška 122/2014 Sb.
Vyhláška 388/2000 Sb. stanovila, že majitel označníku zastávky umožní vyvěšení jízdního řádu dopravci, který zastávku užívá na základě licence a plní povinnost přispívat na údržbu označníku, zákon však takovou povinnost majitelům označníků, nejsou-li dopravci, neukládá a tedy toto ustanovení vyhlášky nemělo právní základ.
Vyhláška 388/2000 Sb. stanovila, že dopravce zajistí po celou dobu platnosti jízdního řádu pravidelnou kontrolu jízdního řádu vyvěšeného na označníku zastávky a že v případě poškození jízdního řádu zajistí dopravce neprodleně jeho výměnu. Vyhláška 122/2014 Sb. se kontrolu a údržbou explicitně nezabývá, lze to však dovozovat z formulace „zajistí zveřejnění vyvěšením na označníku zastávky po celou dobu jeho platnosti tak, aby byl čitelný…“.

#### Drážní doprava
Zákon o dráhách (č. 266/1994 Sb.) v § 22 odst. 1 písm. d) stanoví, že provozovatel dráhy je povinen pro veřejnou drážní osobní dopravu zveřejnit jízdní řády a jejich změny. Podle § 51 odst. 4 písm. e) se za porušení této povinnosti uloží pokuta až do 1 000 000 Kč.

##### Železniční doprava

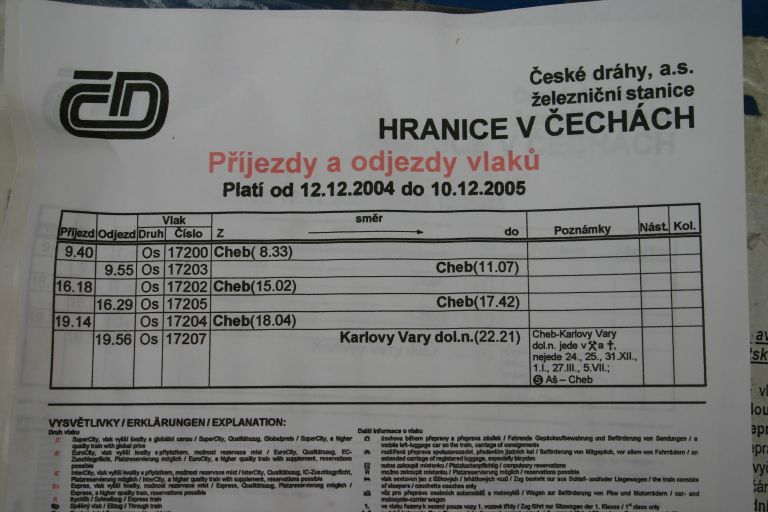
Příjezdy a odjezdy vlaků ve stanici Hranice v Čechách.

Podle § 54 Dopravního řádu drah vydává provozovatel dráhy pro potřebu cestujících vývěsný jízdní řád pro každou trať, jízdní řád dráhy a pro každou stanici a zastávku seznam „Příjezdy a odjezdy vlaků“. Vývěsný jízdní řád a seznam „Příjezdy a odjezdy vlaků“ včetně jejich oprav se zveřejňují nejméně 24 hodin před jejich platností, jízdní řád dráhy a jeho změny musí být zveřejněny nejméně 15 dnů před počátkem jejich platnosti. Vývěsný jízdní řád tratě, na kterém se stanice nachází, a navazujících tratí, seznam „Příjezdy a odjezdy vlaků“, musí být ve stanicích veřejně přístupné, platné a v použitelném stavu.
Ve stanicích a zastávkách, kde nejsou cestující odbavováni, postačí na veřejně přístupném místě umístit pouze platný seznam „Příjezdy a odjezdy vlaků“.
V roce 2012 SŽDC informovala, že celostátního knižního jízdního řádu se ročně prodá kolem 50 tisíc výtisků a další desetitisíce jsou dodávány jako služební některým provozovatelům. Deutsche Bahn vydala tištěný knižní jízdní řád naposledy v roce 2008.

##### Ostatní dráhy

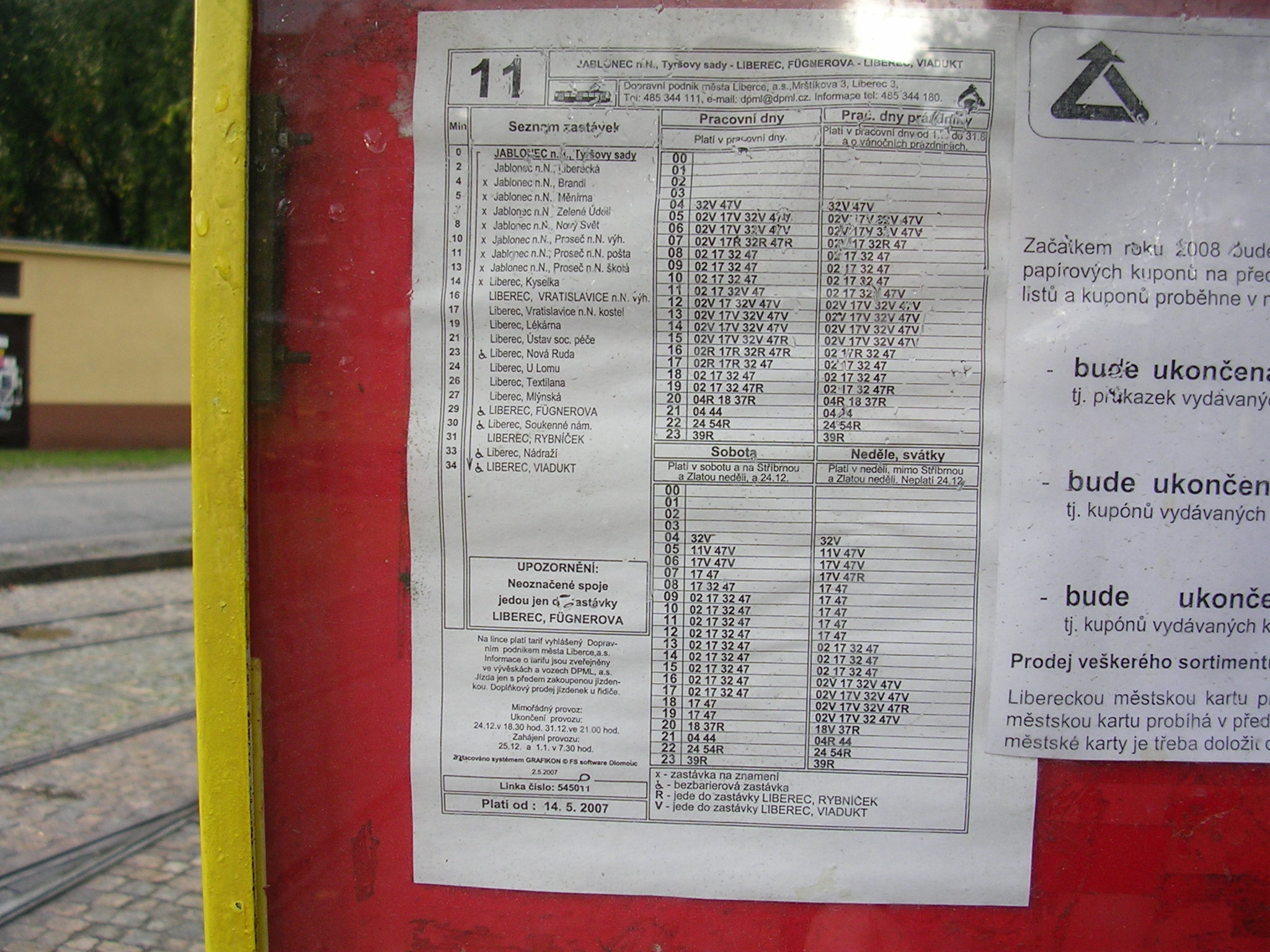
Zastávkový jízdní řád tramvaje, Jablonec nad Nisou

Dopravní řád drah v § 57 odst. 2 stanoví, že jízdní řády se zveřejňují ve všech stanicích a zastávkách a udržují se v čitelném stavu až do doby náhrady. Podle § 57 odst. 3 se jízdní řád nebo jeho změny nebo dočasné omezení pravidelného provozu zveřejňují nejpozději 24 hodin před počátkem jejich platnosti vhodným způsobem a v místech k tomu obvyklých. Podle § 42 odst. 2 Zákona o dráhách jízdní řád a jeho změny dráhy tramvajové, dráhy trolejbusové, speciální dráhy (metro) a dráhy lanové nabývají platnosti nejdříve 24 hodin od jejich zveřejnění. Podle § 28 odst. 5 Dopravního řádu drah provozovatel dráhy umožní používání zastávky jiným dopravcům včetně vyvěšení jízdních řádů.

#### Autobus, tramvaj a trolejbus
Podle ČSN 73 6425 Autobusové, tramvajové a trolejbusové zastávky je tabule jízdních řádů součástí označníku (odst. 7.1.4) a umisťuje se zpravidla na zastávkovém sloupku kolmo k nástupní hraně anebo rovnoběžně s ní, směrem na čekací plochu. V odůvodněných případech může být situována nebo umístěna na jiném vhodném místě čekací plochy s ohledem na místní podmínky (přístup cestujících, osvětlení apod.) (odst. 7.1.7).

#### Celostátní informační systém
Na základě novely zákona č. 111/1994 Sb. (např. § 2 odst. 18) byl zřízen Celostátní informační systém o jízdních řádech a jeho činnost byla upravena § 7 vyhlášky č. 388/2000 Sb (na základě zmocnění v § 17 odst. 6 zákona). K jeho vedení zákon zmocňuje ministerstvo dopravy (původně dopravy a spojů), kterému zákon umožňuje touto činností pověřit právnickou osobu. V roce 1998 byla vedením pověřena ČSAD ÚAN Praha-Florenc a.s., ke 14. červenci 1999 bylo předávacím protokolem stvrzeno uvedení vytvořeného systému do rutinního provozu. Souběžně s tím společnost CHAPS rozvíjela na plně soukromé bázi vyhledávač spojení IDOS, zprvu pro České dráhy, postupně do něj zahrnovala i data jiných druhů dopravy. Dne 27. července 2001 ministerstvo nepřenositelně pověřilo společnost CHAPS s.r.o. vedením CIS JŘ pověřovací smlouvou formálně na dobu určitou do 31. prosince 2005, de facto smlouvou na dobu neurčitou s posuvným výpovědním termínem. Společnost CHAPS s.r.o. podle smlouvy nemá vůči ministerstvu nárok na finanční úhrady za vývoj a provozování systému, ale jako prebendu jí ministerstvo zaručilo výhradní přístup k veřejným datům jízdních řádů. Na základě pověřovací smlouvy musí CHAPS pod značkou CIS JŘ provozovat v rámci CIS JŘ služby vyhledávání spojení. Pod tlakem vývoje evropské legislativy, konkurenčních provozovatelů webových služeb a rozhodnutí soudů ministerstvo dopravy k roku 2014 vyhláškou 122/2014 Sb. nařídilo veřejně zpřístupnit data jízdních řádů i v digitální podobě umožňující automatizované zpracování.

### Dodržování jízdního řádu
Dopravci jsou povinni provozovat dopravu podle schváleného a vyhlášeného jízdního řádu, přepravní smlouvou vzniká cestujícímu nárok na přepravu podle jízdního řádu. Jízdní řád je také součástí smlouvy mezi dopravcem a provozovatelem dráhy podle § 22 odst. 1 Dopravního řádu drah a je podle něj organizována drážní doprava.
Podle § 14 odst. 1 písm. d) přepravního řádu (vyhl. 175/2000 Sb.) je dopravce povinen zajistit oznamování o zpoždění spoje, a to ve vozidle a ve stanici (jíž se pro účely PŘ rozumí i zastávka), jsou-li vybaveny informačním zařízením pro cestující, je-li zpoždění 10 minut a více oproti jízdnímu řádu; to neplatí pro městskou hromadnou dopravu. Podle písm. e) téhož odstavce musí zajistit vydávání písemného potvrzení o omezení nebo zastavení dopravy, vynechání spoje nebo doby jeho zpoždění, jestliže o to cestující požádá, kromě městské hromadné dopravy; místa vydávání potvrzení stanoví dopravce ve smluvních přepravních podmínkách.
Podle § 16 odst. 4 přepravního řádu zastaví-li vozidlo z provozních důvodů ve stanici, kde podle jízdního řádu nezastavuje, smí cestující vystoupit, případně i nastoupit jen se souhlasem řidiče nebo jiné pověřené osoby dopravce.